# Zeitart
Zeitarten entstehen im Rahmen der REFA-Methode Analyse und Synthese durch das Wiederzusammenbauen (Synthese) der zuvor analysierten Ablaufarten zu Zeiten. Ziel der Synthese ist das Ermitteln einer Vorgabezeit, die für unterschiedliche Zwecke genutzt werden kann. Prinzipiell kann sowohl die Analyse der Ablaufarten als auch die Synthese zu Zeitarten erfolgen, wie es für den vorliegenden Fall angemessen erscheint. Wie für die Analyse hat REFA auch für die Synthese Gliederungen entworfen, die sich in den meisten Anwendungsfällen bewähren und damit standardisierte Zeitarten definiert, die in einer Vielzahl von Unternehmen genutzt werden.

## Bedeutung der Zeitarten für den Menschen

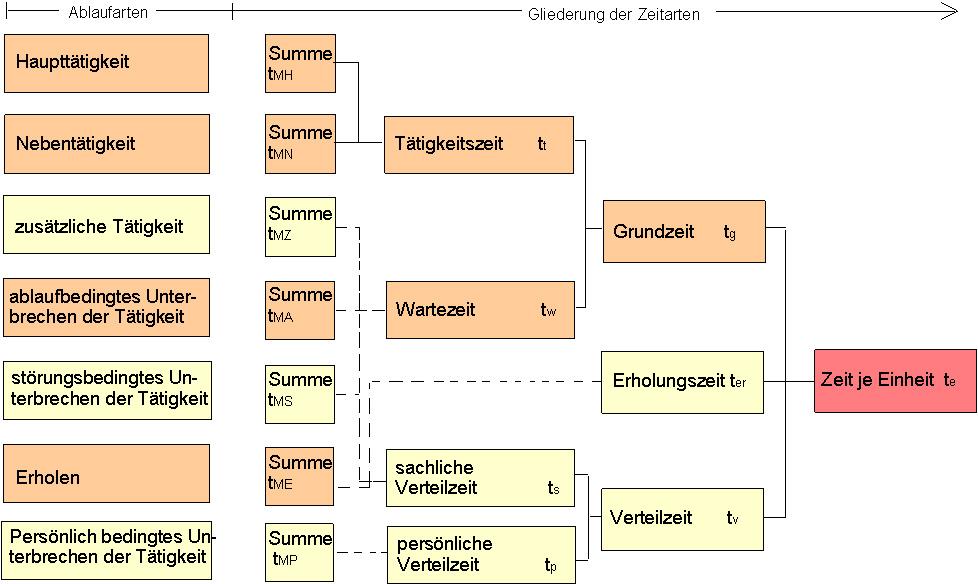
Gliederung der Zeitarten für den Menschen

Im Bild Gliederung der Zeitarten für den Menschen sind die möglichen Zeitarten des Menschen und deren Gliederung dargestellt. Außerdem sind die zugehörigen Formelzeichen der REFA-Methodenlehre angegeben. Die Zeiten für die auszuführenden Haupttätigkeiten und der Nebentätigkeiten werden zur Tätigkeitszeit zusammengefasst. Zusammen mit der im Rahmen des Arbeitsprozesses zwangsweise anfallenden Zeiten für ablaufbedingtes Unterbrechen (Wartezeit) bilden sie die Grundzeit.
Soweit die Analyse ergeben hat, dass wegen überschreiten der Dauerleistungsgrenze eine Erholungszeit notwendig wird, wird diese der Zeit je Einheit zugeschlagen.
Die Ablaufarten „zusätzliche Tätigkeit“, „störungsbedingtes Unterbrechen“ bilden die sachliche Verteilzeit, welche, ergänzt um die persönliche Verteilzeit, die sich aus dem persönlich bedingten Unterbrechen (Toilettengang, Raucherpause etc.) ergibt, die Verteilzeit bilden. Die Verteilzeit ist der dritte Bestandteil der Zeit je Einheit.

## Zeitarten für das Betriebsmittel

Gliederung der Betriebsmittelzeit

Wie schon bei der Gliederung der Ablaufarten erfolgt und im Bild Gliederung der Betriebsmittelzeit ersichtlich, sind auch die Zeitarten für das Betriebsmittel analog der für den Menschen gegliedert. So wird die Hauptnutzung zur Hauptnutzungszeit und die Nebennutzung zur Nebennutzungszeit, beide zusammen zur Tätigkeitszeit. Zusammen mit der aus dem ablaufbedingten Unterbrechen des Betriebsmittels abgeleiteten Wartezeit wird wieder die Grundzeit, nun die für das Betriebsmittel, gebildet. Die Analogie erstreckt sich bis auf die Verteil- und Erholzeiten, die jeweils nicht aus dem Betriebsmittel selbst, sondern aus den entsprechenden Bedürfnissen des das Betriebsmittel nutzenden Menschen entspringen.

## Definition der Vorgabezeit

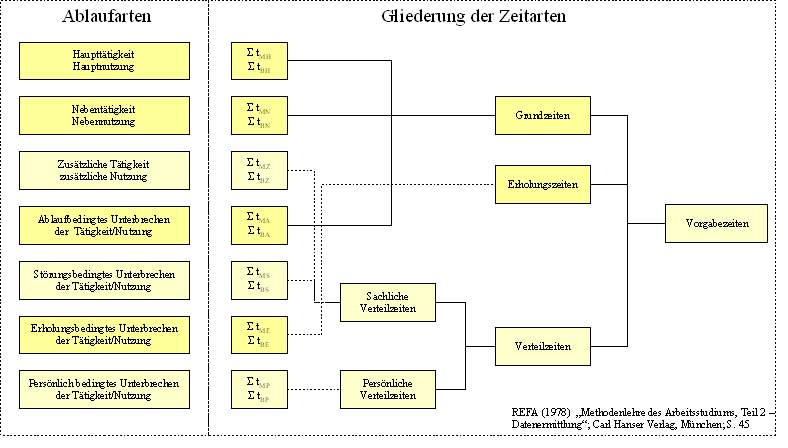
Vorgabezeit für Mensch und Betriebsmittel

Zur Ermittlung der Vorgabezeiten werden die Zeitarten für Mensch und Betriebsmittel kombiniert betrachtet. Jeweils der längere Teil der gemäß Bild Vorgabezeit für Mensch und Betriebsmittel verbundenen Zeitarten ist zu berücksichtigen.